# Echzell
Echzell est une municipalité allemande située dans le land de la Hesse et l'arrondissement de Wetterau.

## Personnalités liées à la ville
- Guillaume-Christophe de Hesse-Hombourg (1625-1681), landgrave mort à Bingenheim.
- Christine-Wilhelmine de Hesse-Hombourg (1653-1722), duchesse née à Bingenheim.
- Léopold-George de Hesse-Hombourg (1654-1675), prince né à Bingenheim.
- Wilhelm von Harnier (1836-1861), explorateur, y est né.